# Chaîne des Fiz
La chaîne des Fiz ou rochers des Fiz est un rempart montagneux de France faisant partie du massif du Faucigny, dans les Préalpes, dans le département de la Haute-Savoie, en région Auvergne-Rhône-Alpes.

## Géographie

### Situation
De forme arquée, elle domine directement la commune de Servoz. Elle est bordée à l'ouest par le désert de Platé, au nord par la vallée du Giffre, à l'est par la montagne d'Anterne et au sud par le Dérochoir et le massif de Pormenaz. Elle s'étend du passage du Dérochoir à l'ouest à la pointe de Sales au nord en passant par la pointe d'Anterne au sud-est. Elle domine la montagne d'Anterne par une falaise de 700 mètres de hauteur.
Entourée de plusieurs sentiers de randonnée, elle accueille de nombreuses espèces d'animaux tels que des bouquetins des Alpes et des lièvres variables. Elle fait partie des réserves naturelles nationales de Passy et de Sixt-Passy. Elle offre une vue sur le massif du Mont-Blanc au sud-est, la chaîne des Aravis au sud-ouest, le mont Buet au nord-est et le mont Joly au sud.

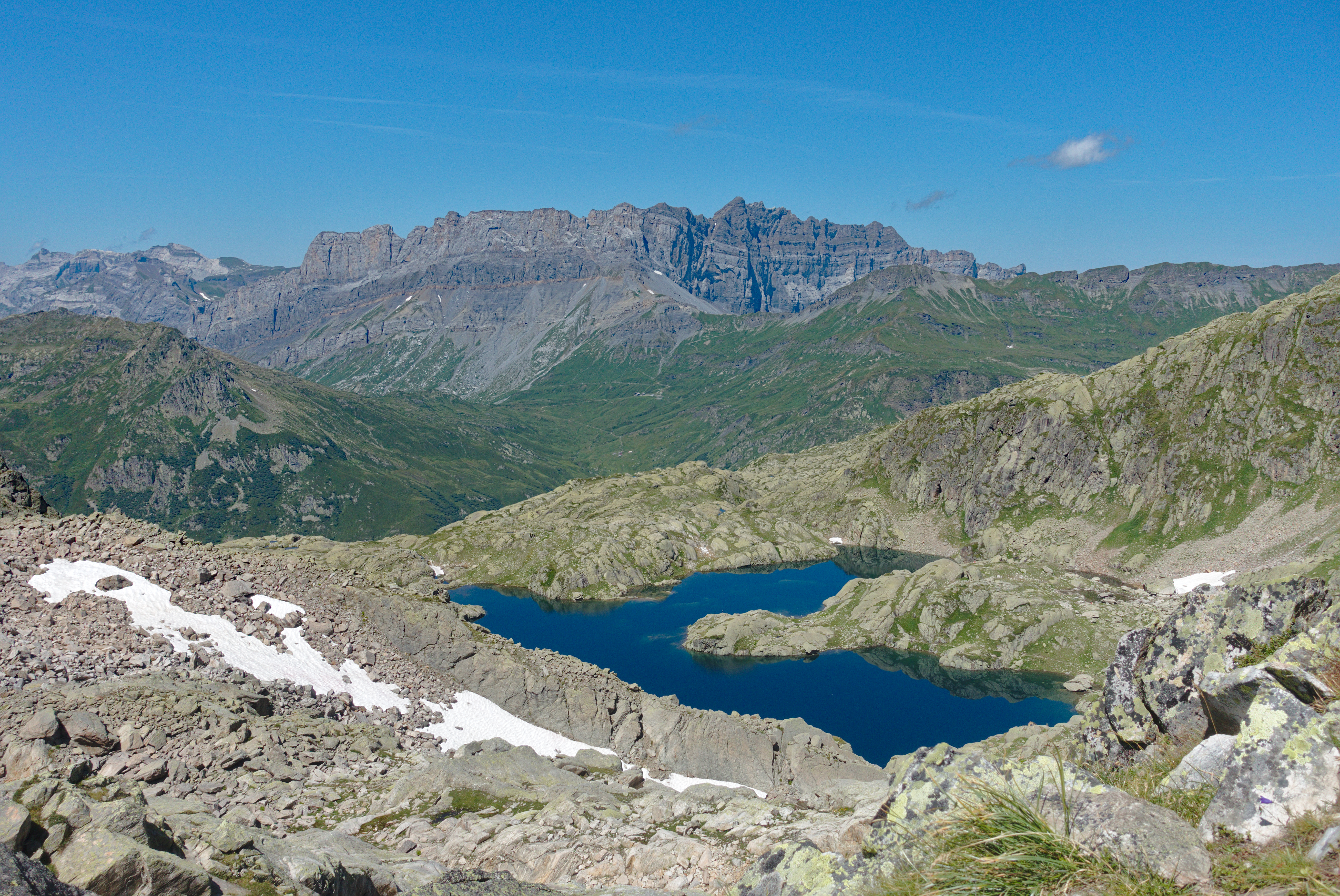
Vue de la chaîne des Fiz depuis le lac Cornu dans les aiguilles Rouges au sud-est.
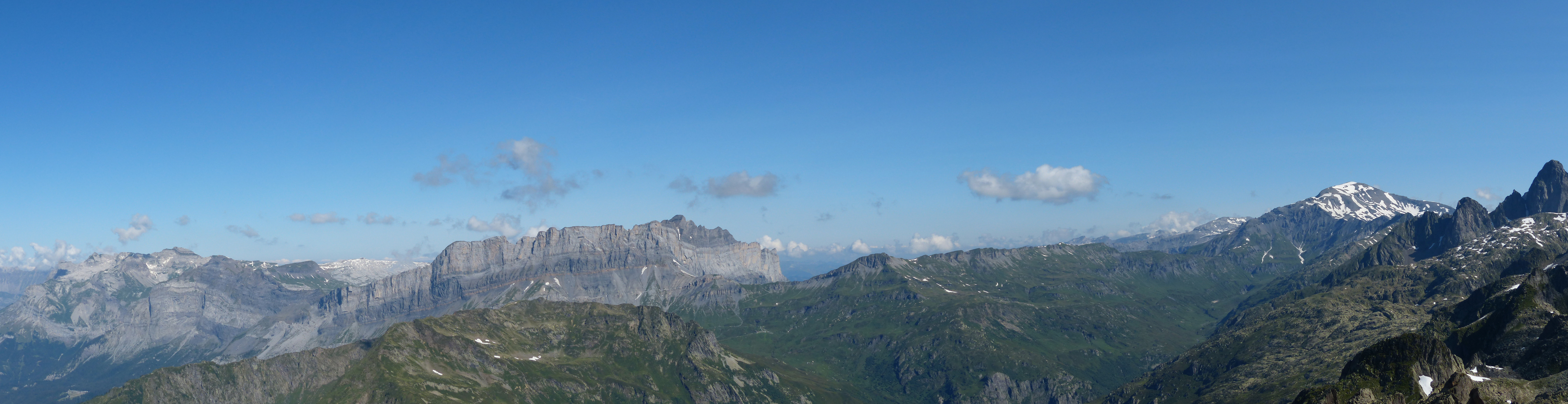
Vue de la chaîne des Fiz et du Buet depuis le Brévent dans les aiguilles Rouges au sud-est.
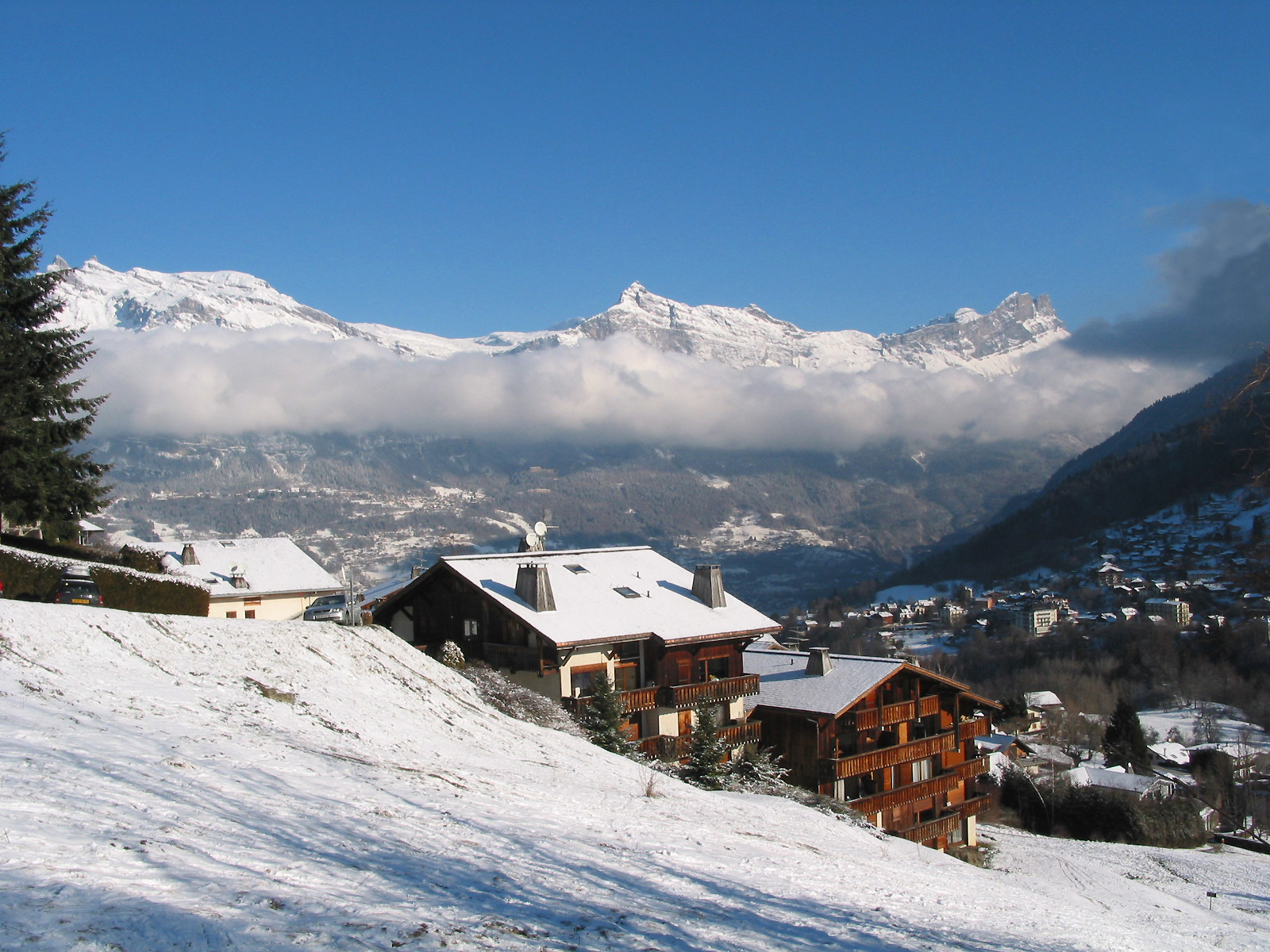
Vue du massif du Faucigny avec à sa droite les rochers des Fiz depuis Saint-Gervais-les-Bains au sud.
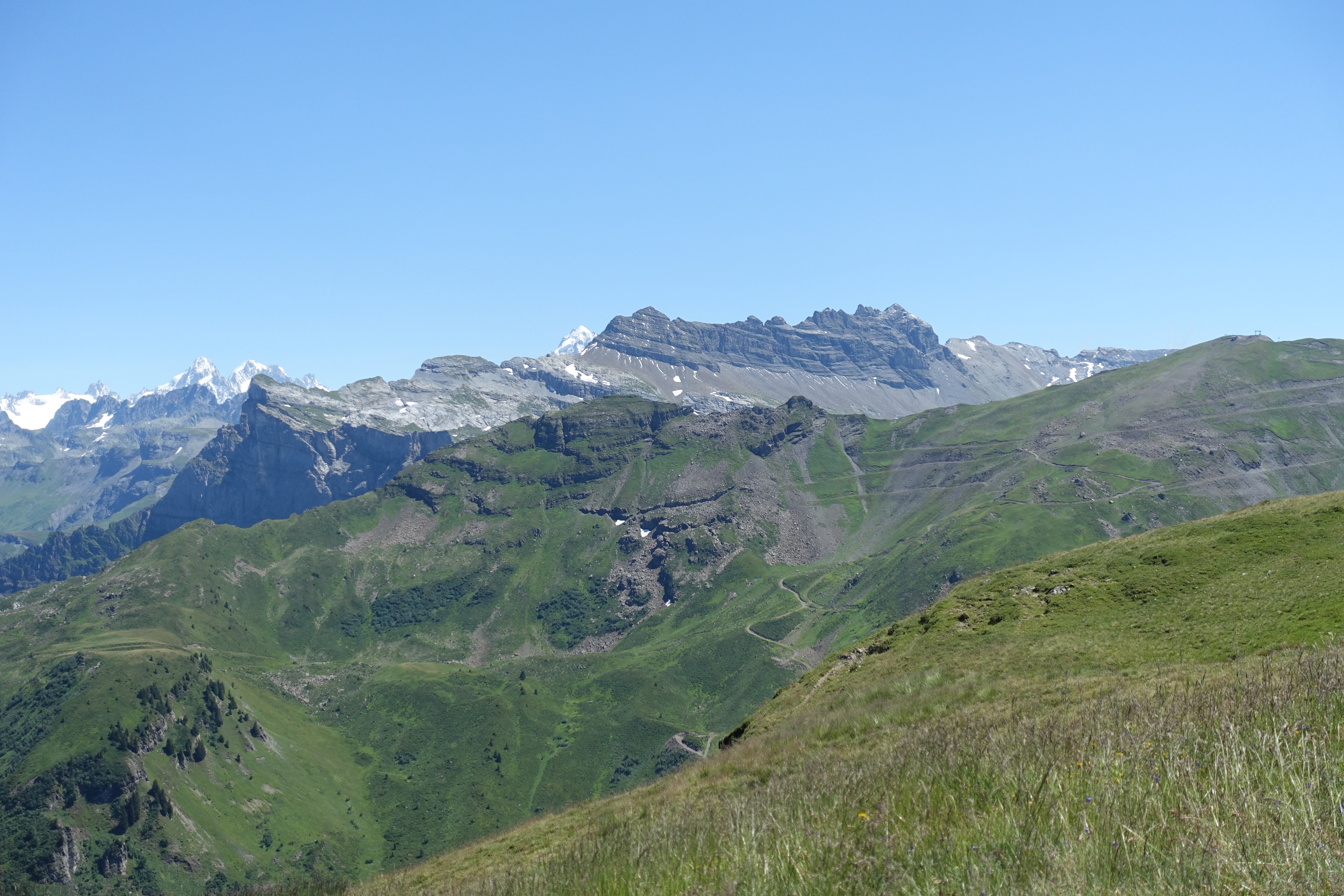
Vue de la chaîne des Fiz depuis le sommet du domaine skiable des Carroz d'Arâches au nord-ouest.
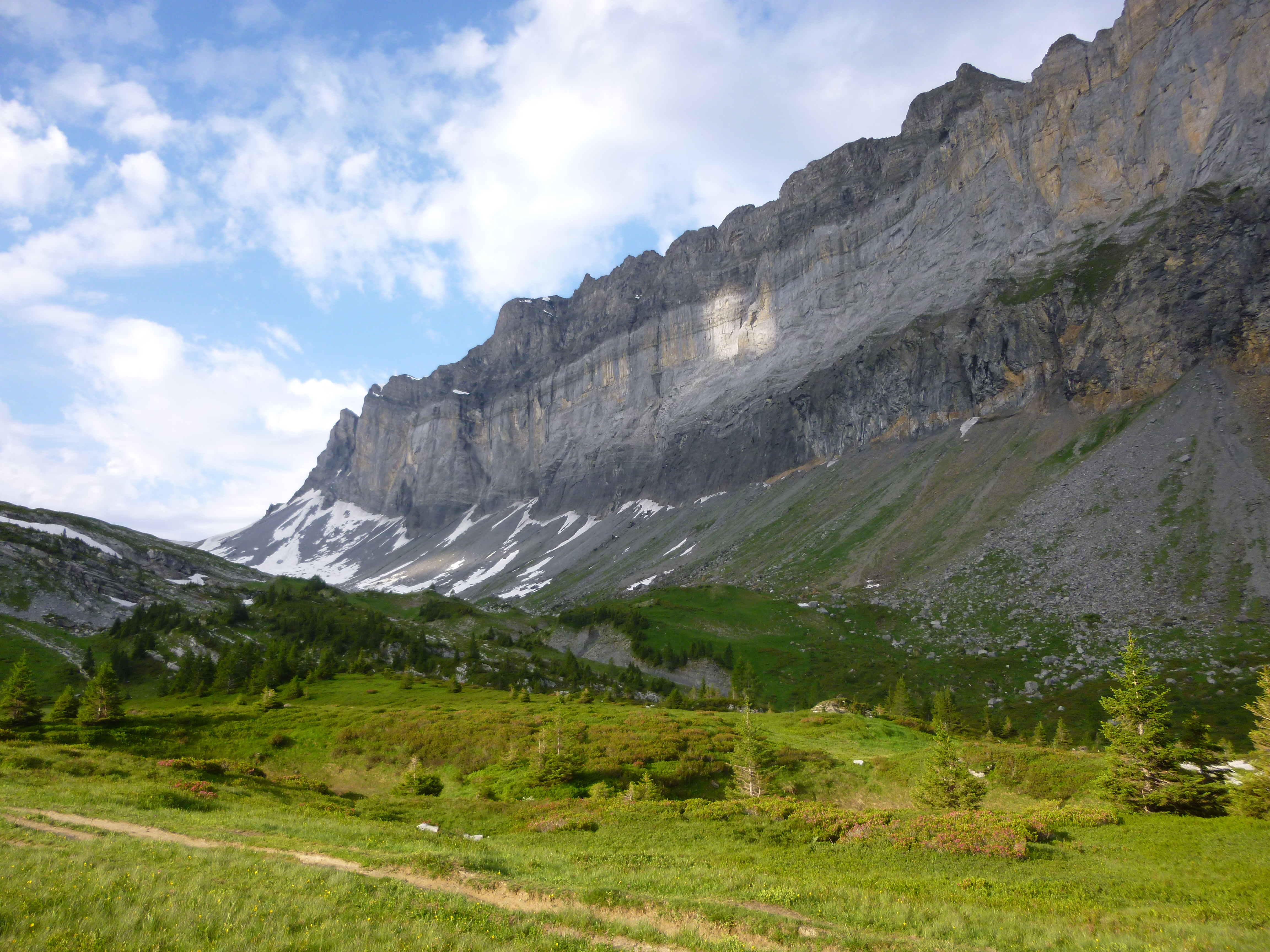
Vue de la chaîne des Fiz depuis la montagne d'Anterne au nord-est.
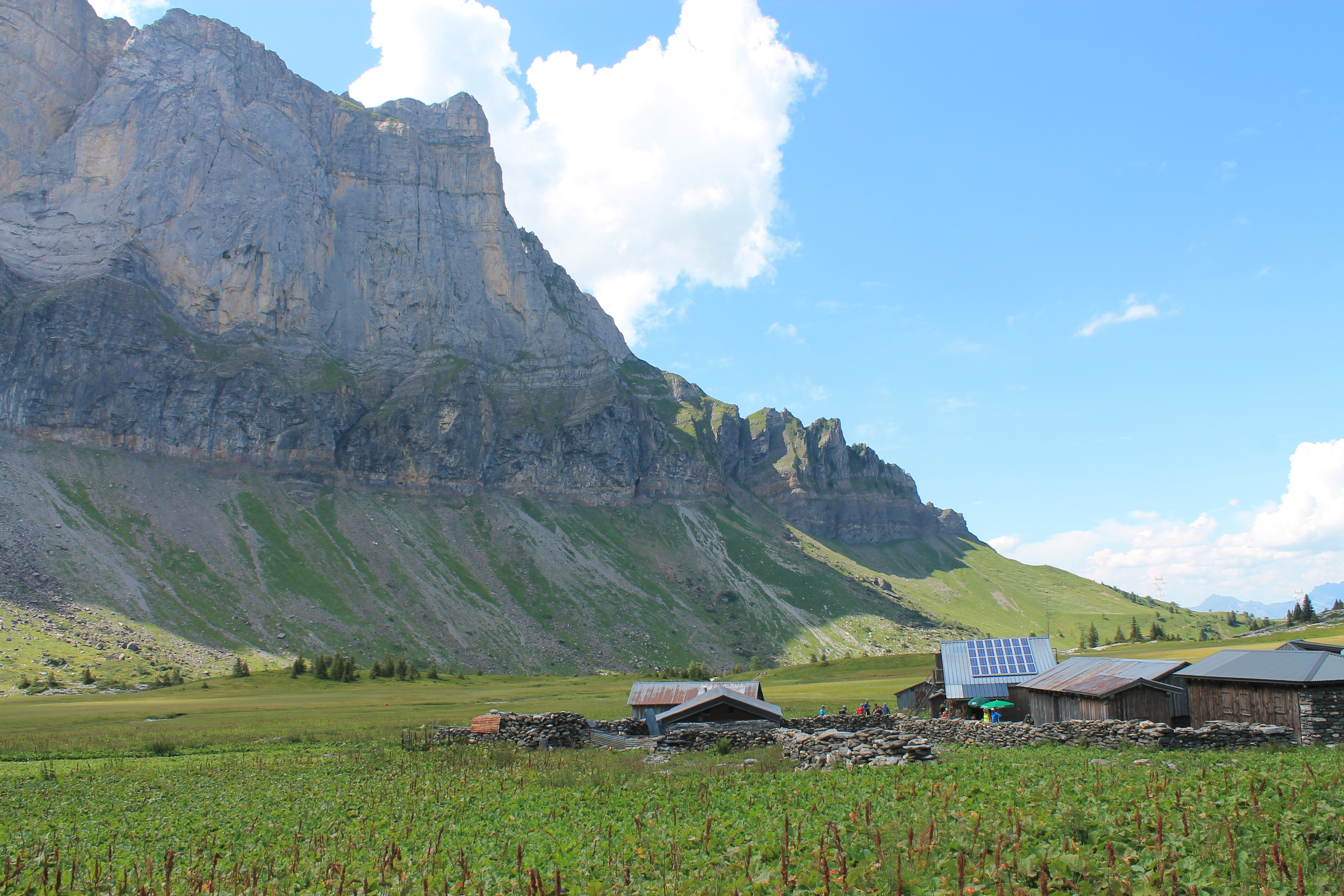
Vue de la pointe de Sales, extrémité nord de la chaîne des Fiz, depuis le refuge Alfred Wills sur la montagne d'Anterne à l'est.
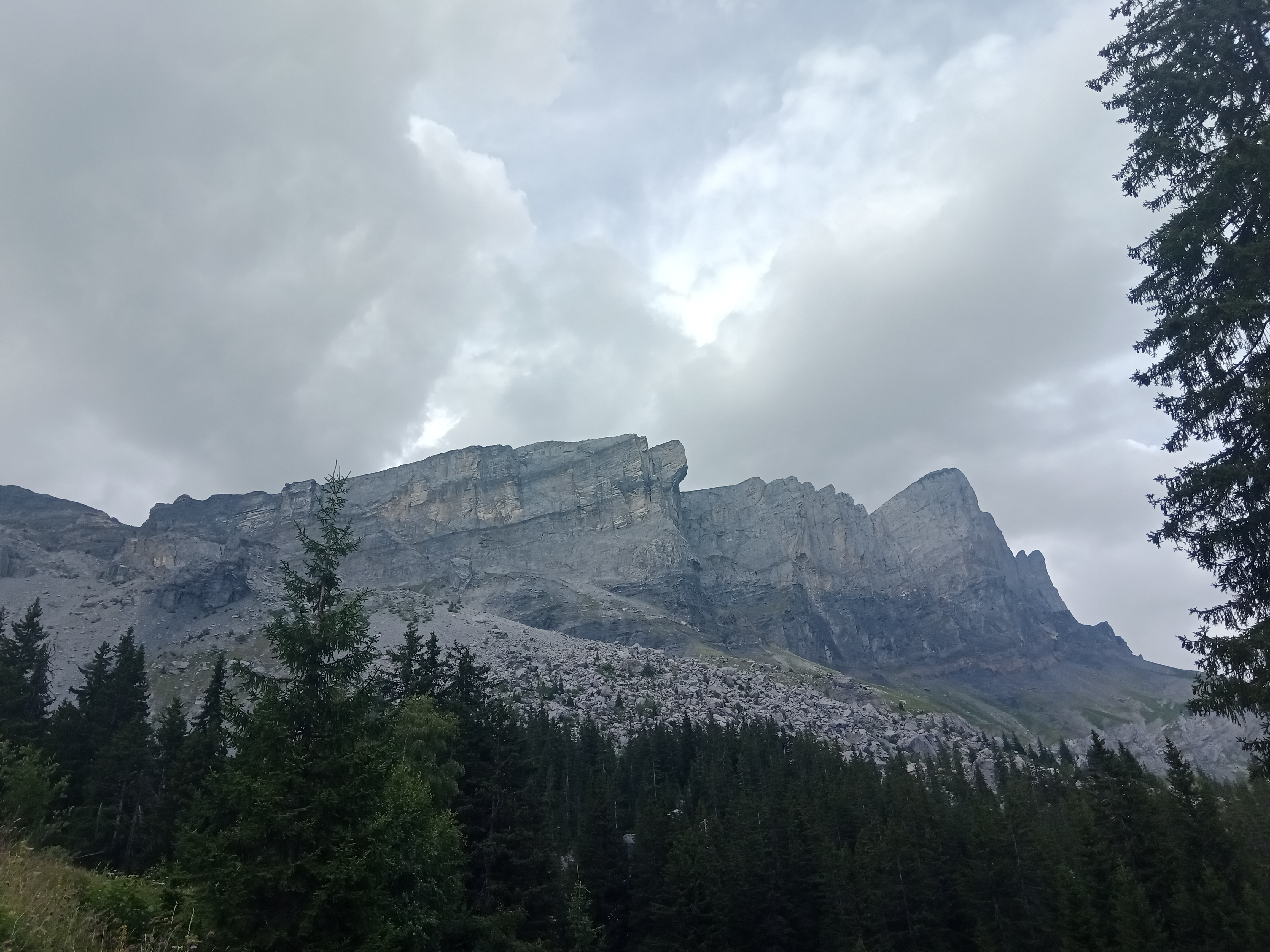
Vue du Marteau des pointes d'Ayères depuis le Dérochoir au sud-ouest.

### Géologie
La morphologie des Fiz provient du dépôt de terrains sédimentaires sur un socle cristallin avant son exhaussement concomitant à celui de la chaîne des Alpes.

## Histoire
En 1751, une partie de la paroi des Fiz s'est écroulée (d'où le toponyme de Dérochoir qui désigne la zone entre les pointes de Platé et d'Ayères). Cet éboulement d'un pan de montagne a emporté six personnes et plusieurs dizaines de tête de bétail répandant dans le forêt avoisinante d'énormes blocs de rocher.